# Барбате
Барбате (ісп. Barbate) — муніципалітет в Іспанії, у складі автономної спільноти Андалусія, у провінції Кадіс. Населення — 22 977 осіб (2010).
Муніципалітет розташований на відстані близько 510 км на південний захід від Мадрида, 50 км на південний схід від Кадіса.
На території муніципалітету розташовані такі населені пункти: (дані про населення за 2010 рік)
- Барбате: 19996 осіб
- Лос-Каньйос-де-Мека: 300 осіб
- Мансанете: 34 особи
- Рібера-де-ла-Оліва: 415 осіб
- Сан-Амбросіо: 330 осіб
- Сьєрра-дель-Ретін: 20 осіб
- Ель-Сото: 85 осіб
- Саара-де-лос-Атунес: 1303 особи
- Саора: 494 особи

## Демографія
Динаміка населення (INE ):

## Галерея зображень

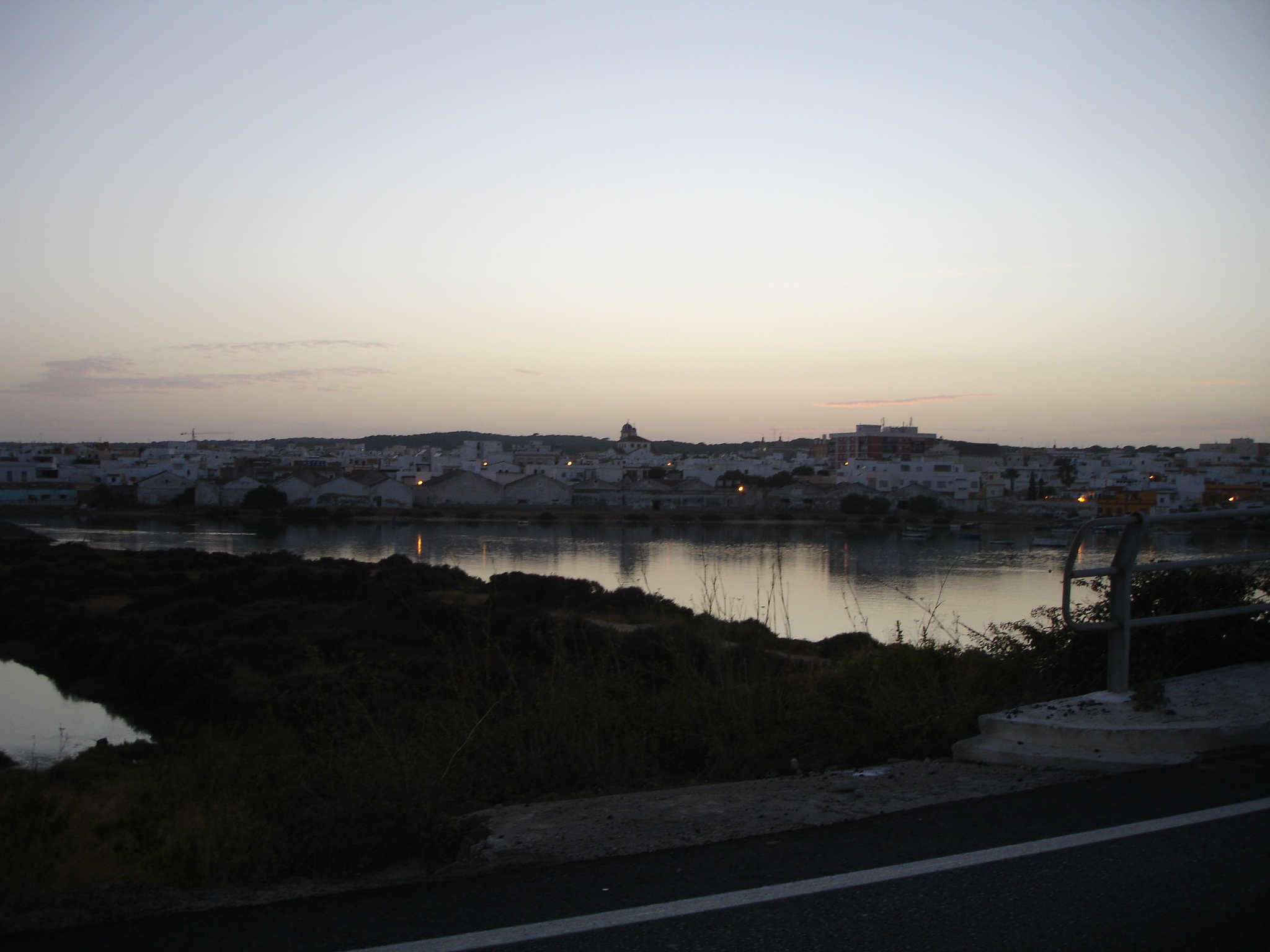
Барбате